# Terrassenbruch
Als Terrassenbruch (lamellar tearing) wird in der Schweißtechnik ein in Dickenrichtung durch eine geschweißte Stahlplatte verlaufender Kaltriss  bezeichnet, der durch Schweißschrumpfspannungen verursacht wird. Der Riss ist typisch terrassenförmig abgetreppt oder liegt lamellenförmig in Walzrichtung.

## Terrassenbruchgefährdung
Der Terrassenbruch ist einer der häufigsten durch Schweißen verursachten Bauteilfehler. Der deutsche Stahleisenverlag hat in seiner DASt-Richtlinie 014 Empfehlungen zum Vermeiden von Terrassenbrüchen in geschweißten Konstruktionen aus Baustahl veröffentlicht. Diese Empfehlungen haben Eingang in das Normenwerk, unter anderem durch die DIN 18800, die Europäischen Normen EN 1011-2, EN 1993-1-10 und EN 13001-3-1, gefunden und sind als Stand der Technik zu betrachten.
Grundsätzlich sind nur Bauteile terrassenbruchgefährdet, die durch Schweißschrumpfspannungen senkrecht zur Walzebene belastet werden. Schweißungen, die in der Walzebene liegen, zum Beispiel Blechstumpfstöße oder andere Vollanschlüsse, bei denen die gesamte Blechdicke erfasst wird, sind nicht problematisch, da die Schrumpfspannungen ausschließlich oder fast ausschließlich in Walzrichtung auftreten.
Die Terrassenbruchgefahr steigt bei:
- Schlechtem Festigkeitswert (Brucheinschnürung) in Bauteildickenrichtung
- Schweißung ohne Vorwärmung, da die hohen Abkühlgeschwindigkeiten den Umlagerungsprozessen keine Zeit lassen und die Verformung in der Abkühlungsphase förmlich einfriert.
- Große Blechdicken, da dies hohe Abkühlgeschwindigkeit bewirkt.
- Große Schweißnahtstärken, wegen der hohen Wärmeeinbringung
- Steife Konstruktionen verursacht durch ungünstige Bauteil- und Nahtgeometrien die das freie Schrumpfen verhindern.[3]

Hinweise über die Ausführung von Schweißstößen zur Verringerung der Terrassenbruchgefahr finden sich in EN 1011-2 Schweißen - Empfehlungen zum Schweißen metallischer Werkstoffe - Teil 2: Lichtbogenschweißen von ferritischen Stählen im Anhang F.

## Verringerung der Verformbarkeit in Dickenrichtung
Gewalzte Platten haben senkrecht zur Walzrichtung, also in Dickenrichtung, eine deutlich geringere Verformbarkeit und Zugfestigkeit als in Walzrichtung. Ursache hierfür sind Einschlüsse von Oxiden, Silikaten und Sulfide. Diese ursprünglich beim Guss der Bramme punktförmig im Stahl liegenden Einschlüsse werden infolge des Walzvorgangs abgeflacht. Dies hat zur Folge, dass diese flächig oder zeilenförmig in der Blechplatte liegen. Der Verbund dieser Lamellen untereinander ist gering, was die Festigkeit der Platte in Dickenrichtung deutlich verringert. Dies lässt sich mit einer Analogie zu einem Stapel Papier darstellen: Während sich einzelne Blätter des Stapel mühelos abheben lassen, ist der Stapel als Ganzes nur schwer zu zerreißen.

## Ursache von Schweißschrumpfspannungen
Infolge der Abkühlung nach dem Schweißen verringert das Bauteil sein Volumen. Ist die Konstruktion "steif" wird also die Volumenverringerung durch feste Einspannung verhindert, entstehen Spannungen im Bauteil, die das Bauteil bis an seine Festigkeitsgrenze belasten können. Ursache dieser Schrumpfspannungen ist die Plastifizierung des Bauteils. Mit zunehmender Temperatur verliert der Stahl an Elastizität und Festigkeit. Wird die Wärmeausdehnung behindert, so wird das Bauteil im Bereich der Schweißnaht gestaucht. Bei der verhältnismäßig schnellen Abkühlung nach dem Schweißen hat das Werkstück dann nicht mehr ausreichend Zeit, diese Verformung rückzuentwickeln. Auch die Volumenverringerung des flüssigen Schweißguts nach der Abkühlung trägt zu den Schrumpfspannungen bei.

## Brucheinschnürung
Da für die Terrassenbruchneigung das Formänderungsvermögen des Werkstoffes entscheidend ist, wird beim Zugversuch die Brucheinschnürung in Dickenrichtung gemessen. Die Ermittlung der Festigkeitswerte in Dickenrichtung hat wenig Aussagekraft, da sich erst bei sehr geringen Werten der Brucheinschnürung, unterhalb von etwa 20 % eine deutliche Verringerung der Zugfestigkeit nachweisen lässt.
Als Brucheinschnürung wird die Verringerung der Querschnittsfläche bis zum Bruch der Probe bezeichnet. Der Stahl wird aufgrund des Prüfergebnisses in 3 Klassen aufgeteilt:
- Stahl Güteklasse 1: Brucheinschnürung im Mittel mindestens 15 %, Kleinstwert 10 %
- Stahl Güteklasse 2: Brucheinschnürung im Mittel mindestens 25 %, Kleinstwert 15 %
- Stahl Güteklasse 3: Brucheinschnürung im Mittel mindestens 35 %, Kleinstwert 25 %

Es wird der Mittelwert mindestens dreier Proben bestimmt, wobei der angegebene Kleinstwert nicht unterschritten werden darf.
Diese Angaben basieren auf den zurückgezogenen Stahl-Eisen-Lieferbedingungen SEL 096 Blech, Band und Breitflachstahl mit verbesserten Eigenschaften für Beanspruchungen senkrecht zur Erzeugnisoberfläche und finden sich in ähnlicher Form in der ebenfalls zurückgezogenen DIN 17100 Allgemeine Baustähle - Gütenorm.
Die aktuelle europäische Normung richtet sich nach EN 10164 Stahlerzeugnisse mit verbesserten Verformungseigenschaften senkrecht zur Erzeugnisoberfläche - Technische Lieferbedingungen; die erforderliche Brucheinschnürung Z (in %) wird hierbei als eine der Güteklassen  Z15, Z25 oder Z35 angegeben. Diese Forderung ist ausdrücklich vorzugeben, da nach EN 10168 Stahlerzeugnisse - Prüfbescheinigungen - Liste und Beschreibung der Angaben; von den mechanischen Werten ermittelt im Zugversuch nach ISO 6892 nur Streck- oder Dehngrenze (Kennnummer C11), Zugfestigkeit (Kennnummer C12) und Bruchdehnung (Kennnummer C13) ausgewiesen werden.
Eine Bestellvorgabe lautet z. B.: Stahl EN 10025-3 - S355N + EN 10164 - Z25. Die Vorgehensweise zur Ermittlung der Güteklasse (Anzahl der Proben, Mittel- und Kleinstwerte) ist mit der DASt-Richtlinie 014 identisch.

## Auswahl der Werkstoffgüten zur Vermeidung von Terrassenbrüchen

### DASt-Richtlinie
Durch Gewichtung einzelner Einflüsse anhand einfacher Schaubilder und Tabellenwerten lässt sich mit der DASt-Richtlinie 014 ermitteln, welche Mindestanforderungen in Bezug auf die Brucheinschnürung der Stahl besitzen sollte.
Aus der Addition der gewichteten Einflüsse lässt sich die Mindestbrucheinschnürung in Prozent direkt ablesen und die erforderliche Stahlgüteklasse ermitteln. Die DASt-Richtlinie 014 hat hier den erforderlichen Kleinstwert als maßgeblich bestimmt. Brucheinschnürungen bis 10 % bedeuten, dass an den Stahl keine Anforderungen in Bezug auf den Nachweis der Güteklasse gestellt werden, Brucheinschnürungen bis 15 % Güteklasse 1 usw.
In der Schweißtechnik ist vom Fertiger, vor allem bei großen Blechdicken und großen Nahtstärken, die Gefahr von Terrassenbrüchen immer ins Kalkül zu nehmen. Bei vielen Konstruktionen reicht bereits einfaches Vorwärmen auf etwa 100 Grad Celsius aus, diese Gefahr drastisch zu reduzieren, da hiermit die Schweißschrumpfspannungen deutlich vermindert werden.
Die erforderliche Brucheinschnürung wird ermittelt nach:
 {\displaystyle erf\ Z_{D}=erf\ Z_{DA}+erf\ Z_{DB}+erf\ Z_{DC}+erf\ Z_{DD}+erf\ Z_{DE}}
Hierbei sind die einzelnen Einflüsse:
- A: wirksame Nahtdicke
- B: Nahtform und Lage der Naht
- C: Steifigkeit im Nahtbereich bedingt durch die Blechdicke
- D: Steifigkeit der Konstruktion
- E: Fertigung

### Eurocode 3
Die EN 1993-1-10 Eurocode 3: Bemessung und Konstruktion von Stahlbauten - Teil 1-10: Stahlsortenauswahl im Hinblick auf Bruchzähigkeit und Eigenschaften in Dickenrichtung geht in ähnlicher Form wie die DASt-Richtlinie 014 vor:
Die erforderliche Brucheinschnürung wird ermittelt nach: {\displaystyle Z_{Ed}=Z_{A}+Z_{B}+Z_{C}+Z_{D}+Z_{E}\leq Z_{Rd}}
Hierbei sind die einzelnen Einflüsse:
- A: Schweißnahtdicke, die für die Dehnungsbeanspruchung durch Schweißschrumpfung verantwortlich ist
- B: Nahtform und Anordnung der Naht in T-, Kreuz- und Eckverbindungen
- C: Auswirkung der Werkstoffdicke s auf die lokale Behinderung der Schrumpfung
- D: Auswirkung der großräumigen Behinderung  der Schweißschrumpfung durch andere Bauteile
- E: Einfluss der Vorwärmung

- {\displaystyle Z_{Ed}} der erforderliche Z-Wert, der sich aus der Größe der Dehnungsbeanspruchung des Grundwerkstoffs infolge behinderter Schweißnahtschrumpfung ergibt
- {\displaystyle Z_{Rd}} der verfügbare Z-Wert des Werkstoffs nach EN 10164, d. h. Z15, Z25 oder Z35

### Kranbaunorm
In der EN 13001-3-1 Krane - Konstruktion allgemein - Teil 3-1: Grenzzustände und Sicherheitsnachweis von Stahltragwerken wird die Terrassenbruchgefahr wie folgt berücksichtigt:
Der Grenzwert der Bemessungsspannung {\displaystyle f_{Rd}}, der der Konstruktion von Bauteilen zugrunde gelegt wird, muss wie folgt berechnet werden:
{\displaystyle f_{Rd\sigma }={\frac {f_{y}}{\gamma _{Rm}}}={\frac {f_{y}}{\gamma _{m}\cdot \gamma _{sm}}}} für Normalspannungen
{\displaystyle f_{Rd\tau }={\frac {f_{y}}{\gamma _{Rm}\cdot {\sqrt {3}}}}={\frac {f_{y}}{\gamma _{m}\cdot \gamma _{sm}\cdot {\sqrt {3}}}}} für Schubspannungen
Dabei ist
- {\displaystyle f_{y}} der Wert der Fließgrenze des Werkstoffs
- {\displaystyle \gamma _{R}} der Gesamtwiderstandswert
- {\displaystyle \gamma _{m}=1,1} der allgemeine Widerstandswert (siehe EN 13001-2)
- {\displaystyle \gamma _{sm}} der spezifische Widerstandswert für den Werkstoff

Es gilt allgemein: {\displaystyle \gamma _{sm}=0,95} für gewalzten und ungewalzten Werkstoff.
Bei Zugspannungen senkrecht zur Walzebene gilt: Der Werkstoff hält senkrechte Lasten aus und weist keine lamellenartigen Defekte auf.
- {\displaystyle \gamma _{sm}=1,0} bei einer Blechdicke < 15 mm oder für Werkstoffe der Güteklasse Z25 oder besser nach EN 10164
- {\displaystyle \gamma _{sm}=1,16} für Werkstoff der Güteklasse Z15 nach EN 10164
- {\displaystyle \gamma _{sm}=1,34} für Werkstoffe ohne Klassifizierung der Güte nach EN 10164, jedoch in Übereinstimmung mit den Klassen S2 und E3 von EN 10160 Ultraschallprüfung von Flacherzeugnissen aus Stahl mit einer Dicke größer oder gleich 6 mm (Reflexionsverfahren)
- {\displaystyle \gamma _{sm}=1,50} ohne Klassifizierung der Güte der Gesamtdickeneigenschaften

### IIW-Empfehlung
Im IIW document IIW-2259-15 ex XIII-2460-13/XV-1440-13 Recommendations for Fatigue Design of Welded Joints and Components (revision of XIII-2151r4-07/XV-1254r4-07) wird kein Verfahren zur quantitativen Bestimmung einer erforderlichen Brucheinschnürung angegeben, es erfolgt jedoch der Hinweis für Kreuz- und T-Stöße: "Advisable to ensure that intermediate plate was checked against susceptibility to lamellar tearing."